# 1680年大彗星
1680年大彗星（C/1680 V1），也稱為基爾希的彗星或牛頓的彗星，因為是第一顆由望遠鏡所發現的彗星而聲名大噪。它是德國天文學家戈特弗里德·基希在1680年11月14日發現的，特別的是，它成為17世紀最明亮的彗星，一度即使在白天也能看見，並有著壯觀的彗尾。

## 物理性質
1680年大彗星在11月30日從距離地球0.4天文單位之處通過，並且在1680年12月18日以令人難以置信的近距離，0.0062天文單位（930,000公里），通過近日點，而在再度返回外太陽系的途中，於12月29日達到最大亮度，最後的觀測日期是1681年3月19日，在2010年12月，這顆彗星距離太陽大約252.1天文單位。

## 發現歷史
1680年大彗星在1680年至1681年被發現，後來被稱為戈特弗里德·基希彗星，傳教士尤西比奧·基諾（Eusebio Francisco Kino）繪製了這顆彗星的路徑，並用來讚美耶穌。當基諾延遲從墨西哥離職時，他於1680年晚期在Cadíz開始觀測這顆彗星。當他抵達墨西哥城時，他發表了它的《Exposisión astronómica de el [sic] cometa》（Mexico City, 1681），提出他的觀測結果。基諾的《Exposisión astronómica》是歐洲人在新世界最早發表的科學論文。
雖然1680年大彗星無可否認是一顆掠日彗星，但它可能不屬於克魯茲家族。除了它的亮度，它還因為被艾薩克·牛頓用來測試和驗證克卜勒定律而受到矚目。
約翰·佛蘭斯蒂德首次提出1680年至1681年的兩顆明亮彗星是同一顆彗星，顯示這一顆彗星向內飛向太陽，而後向外飛離太陽。牛頓最初對此提出異議，後來改變了主意，然後在埃德蒙·哈雷的幫助下，竊取了弗拉姆斯蒂德的一些數據來驗證理論是否正確。